# Szinear

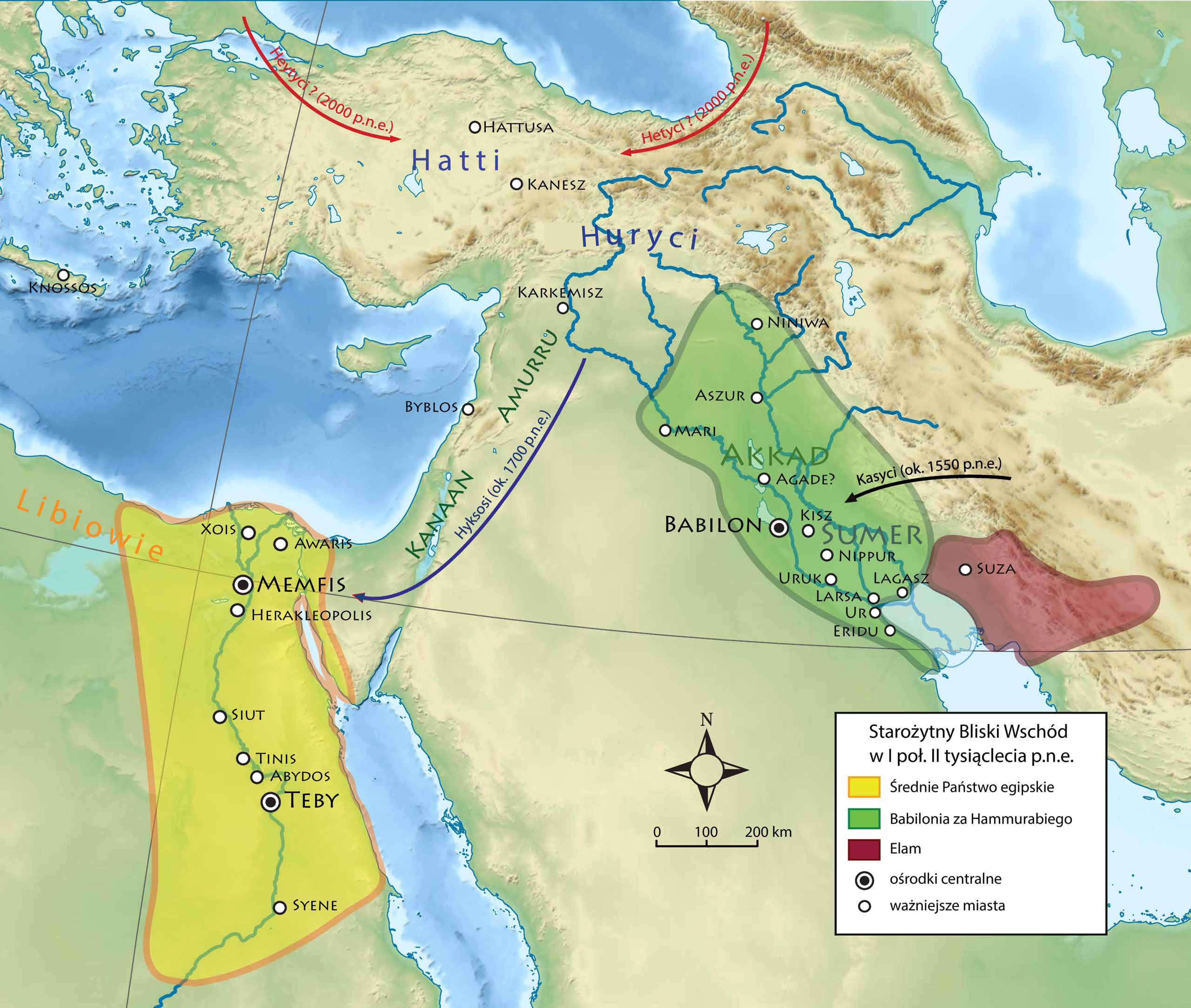
Mapa starożytnego Bliskiego Wschodu z zaznaczoną Babilonią (Sumerem i Akkadem) i miastami Babilon, Uruk i Akkad (Agade)

Szinear – kraina wzmiankowana kilkukrotnie w Biblii, najczęściej lokalizowana w południowej Mezopotamii i identyfikowana z Babilonią.

## Szinear w Biblii
Nazwa Szinear pojawia się w Biblii osiem razy (Rdz 10,10; Rdz 11,2; Rdz 14,1; Rdz 14,9; Joz 7,21; Iz 11,11; Dan 1,2; Zach 5,11). Zgodnie z tradycją biblijną nad krainą tą i jej miastami Babel, Erek/Erech, Akkad i Kalne panować miał Nimrod (Rdz 10,10). To na równinie w krainie Szinear przybyła ze wschodu ludność zaczęła wznosić wieżę Babel (Rdz 11,2). Amrafel, król Szinearu, był sojusznikiem elamickiego króla Kedorlaomera w jego walce z Abrahamem (Rdz 14,1-16). „Piękny płaszcz z Szinearu” był jednym z łupów zabranych przez Akana ze zdobytego przez Izraelitów Jerycha (Joz 7,21). Według przepowiedni proroka Izajasza Bóg wyprowadzić miał „resztę swego ludu” z różnych krajów, w tym z Szinearu (Iz 11,11). Po zdobyciu Jerozolimy król babiloński Nabuchodonozor zabrać miał ze sobą do Szinearu, „do domu swego boga”, Jojakima, króla Judy, wraz z częścią świętych naczyń ze Świątyni Jerozolimskiej (Dan 1,1-2). Prorok Zachariasz ujrzeć miał w jednej ze swych wizji dwie uskrzydlone kobiety przenoszące efę (beczka?/dzban?) do krainy Szinear (Zach 5,9-11).

## Nazwa
W języku hebrajskim (w Kodeksie Leningradzkim) nazwę tej krainy zapisywano שִׁנְעָר /šin'ār/, w języku greckim (w Septuagincie) σεννααρ /Sennaar/, a po łacinie (w Wulgacie) Sennaar. W polskich przekładach Biblii spotykana jest najczęściej forma Szinear (w Biblii poznańskiej, Biblii warszawsko-praskiej, Biblii Tysiąclecia, Przekładzie Nowego Świata), ze spotykanymi wariantami Senaar (w Biblii gdańskiej) i Synear (w Biblii warszawskiej).
W kwestii pochodzenia nazwy Szinear zdania naukowców są podzielone. Jedni uważają, iż wywodzi się ona od akadyjskiego słowa Šumeru, znaczącego „Sumer”. Teoria ta budzi jednak zastrzeżenia, jako że położone w północnej Babilonii miasta Babilon i Akkad (według Rdz 10,10 leżące w krainie Szinear) nie mogły leżeć w Sumerze, czyli późniejszej południowej Babilonii. Według innej teorii nazwa Szinear wywodzić się mogła od sumeryjskiego ki.en.gi.uri, znaczącego „Sumer i Akkad” (akad, māt Šumerî u Akkadî). Zgodnie z tą teorią Szinear odpowiadałby Sumerowi i Akkadowi, czyli późniejszej Babilonii, co zgadzałoby się już z przekazem biblijnym.

## Lokalizacja
W oparciu o informacje zawarte w Biblii naukowcy lokalizują najczęściej Szinear w południowej Mezopotamii, identyfikując tę krainę z Babilonią. To właśnie w Babilonii znajdowały się bowiem wspomniane w Księdze Rodzaju (Rdz 10,10) miasta Babel (tj. Babilon), Erek/Erech (tj. Uruk) i Akkad. Na Babilonię wskazuje też zawarta w Księdze Daniela (Dan 1,2) wzmianka o pojmaniu przez babilońskiego króla Nabuchodonozora króla Judy Jojakima i zabraniu go do Szinearu. Ze źródeł historycznych wiemy bowiem, iż po zdobyciu Jerozolimy w 597 r. p.n.e. Nabuchodonozor pojmał Jojakima i zabrał go wraz z jego rodziną i dworzanami do Babilonu.
Są też badacze, którzy łączą Szinear z występującą w źródłach egipskich krainą Sangar, wzmiankowaną w inskrypcjach Totmesa III (XV w. p.n.e.) w kontekście jego wyprawy do Azji Mniejszej, oraz z wzmiankowaną w jednym z listów z Amarna (XIV w. p.n.e.) krainą Šanhar (EA 35:49). Obie te krainy lokalizowane są najczęściej w Syrii.